# Frank Marshall (schaker)
Frank James Marshall (New York, 10 augustus 1877 – aldaar, 9 november 1944) was een Amerikaanse schaker.
Marshall, geboren in New York, woonde vanaf zijn achtste in het Canadese Montreal, waar hij het schaken leerde toen hij ongeveer tien jaar oud was. Hij was een sterke aanvalsspeler en genoot bekendheid als gambietspeler en op toernooien had hij veel succes, al bleken Capablanca en Siegbert Tarrasch te sterk voor hem. 

Hij hield absoluut niet van remises en speelde altijd op winst. Lukte dit niet dan was hij een sportief verliezer. Zijn sterkste periode lag tussen 1915 en 1940. Hij heeft een groot aantal varianten op zijn naam staan en de bekendste is het Marshallgambiet in de Spaanse opening: 1. e4 e5 2.Pf3 Pc6 3.Lb5 a6 4.La4 Pf6 5.0-0 Le7 6.Te1 b5 7.Lb3 0-0 8.c3 d5
| 8 | rd                            |    | bd | qd |    | rd | kd |    |
| 7 |                               |    | pd |    | bd | pd | pd | pd |
| 6 | pd                            |    | nd |    |    | nd |    |    |
| 5 |                               | pd |    | pd | pd |    |    |    |
| 4 |                               |    |    |    | pl |    |    |    |
| 3 |                               | bl | pl |    |    | nl |    |    |
| 2 | pl                            | pl |    | pl |    | pl | pl | pl |
| 1 | rl                            | nl | bl | ql | rl |    | kl |    |
|   | a                             | b  | c  | d  | e  | f  | g  | h  |
|   | Marshallgambiet in het Spaans |    |    |    |    |    |    |    |